# Webarchive
Webarchive（ウェブアーカイブ）は、macOSとWindowsのウェブブラウザSafariで使用される、ウェブページで利用されるファイルを1つのファイルにまとめるためのフォーマット。内部的にはplist形式が利用されている。 Windows版Safariでのサポートは Safari 4 のベータ版から。モバイル環境では、iOS 13からSafariによる作成やファイル Appなどによる閲覧が可能である。

## 対応
- WebArchive Folderizer[2]や、WebArchive Extractor[3]といったフリーソフトを用いる。
- OS X 10.4（Tiger）から追加されたtextutilコマンド[4]を用いる。
- htmlファイルとそれに付随したファイルを単一のフォルダに保存したファイル+フォルダの構成を用いる。

## 競合
- MHTMLフォーマット
- Konquerorで用いられるWARフォーマット(tar+gzipまたはtar+bzip2)